# Microporus incomptus
Microporus incomptus är en svampart som först beskrevs av Afzel. ex Fr., och fick sitt nu gällande namn av Carl Ernst Otto Kuntze 1898. Microporus incomptus ingår i släktet Microporus och familjen Polyporaceae.   Inga underarter finns listade i Catalogue of Life.